# SAO Association
Die SAO Association ist eine Schweizer Non-Profit-Organisation, die auf Lesbos und in Athen je ein Tageszentrum für geflüchtete Frauen, Mütter und deren Kleinkinder führt. Neben einem sichern Ort bietet SAO professionellen Beistand und psychosoziale Betreuung und unterstützt die geflüchteten Frauen auf ihrem Weg in ein neues, selbstbestimmtes Leben.

## Geschichte
Im Oktober 2015 flog Raquel Herzog nach Lesbos, um sich als Freiwillige in der Seenotrettung zu engagieren. Angesichts des Elends vor Ort entschied sie, sich langfristig vor Ort zu engagieren, und gründete SAO Association im Februar 2016. Nach der Gründung war der Verein vorerst weiter in der Seenotrettung aktiv.
Im April 2016 wurde eine Recherchearbeit von SAO initiiert und durchgeführt, in der auf zwei umfassenden Touren eine Bestandsaufnahme der 46 nach dem EU-Türkei-Deal auf dem griechischen Festland neu erstellten Flüchtlingscamps vorgenommen wurde. Der Report wurde bis zur Auflösung der Camps von Freiwilligen vor Ort regelmässig ergänzt und ist auch heute noch öffentlich einsehbar.
Ab März 2016 führte SAO das zu Beginn grösste und einzige öffentliche Lagerhaus für Hilfsgüter in Griechenland. Dort wurden Spenden aus der ganzen Welt sortiert, gelagert, ausgeliefert und an Selbstabholer ausgehändigt. Die Spenden gingen an Flüchtende, Lager und andere NGOs auf Lesbos und dem griechischen Festland sowie an bedürftige Menschen der örtlichen Bevölkerung auf Lesbos.
Im Februar 2017 übergab SAO Attika an die lokale Organisation ATTIKA Human Support.
2017 wurde das erste Tageszentrum für Frauen, das Bashira Centre, auf Lesbos eröffnet. Ein Jahr darauf, 2018, öffnete das zweite Tageszentrum, das Amina Centre, in Athen seine Türen. Um geflüchtete Frauen auch langfristig zu unterstützen, wurde 2019 das Programm Back on Track gestartet, das geflüchtete Frauen in ihrem Streben nach einer Ausbildung, sei es akademisch oder im Bereich Skill Building, unterstützt.

## Organisation
SAO Association ist ein Schweizer nichtgewinnorientierter, steuerbefreiter Verein. Er besteht aus einem ehrenamtlichen Vorstand, einer Geschäftsstelle, zahlreichen freiwilligen Helfern und Mitgliedern, wobei Einzelmitgliedschaften, Kollektivmitgliedschaften und Gönnermitgliedschaften möglich sind. Der Verein finanziert seine Projekte durch private und institutionelle Spenden. Er wurde unter anderem von der Direktion für Entwicklung und Zusammenarbeit DEZA und der Glückskette unterstützt.

## Projekte

### Bashira Centre Lesbos
Das Bashira Centre von SAO Association ist ein Tageszentrum ausschliesslich für besonders verletzliche, oft traumatisierte Frauen auf der Flucht. Es befindet sich in der Hauptstadt Mytilini auf Lesbos und ist auf Nothilfe und Orientierung für diejenigen geflüchteten Frauen ausgerichtet, die auf Lesbos im Lager leben oder in Mytilini in Wohnungen untergebracht sind. Im Bashira Centre finden sie Unterstützung von festangestellten Mitarbeiterinnen wie Sozialarbeiterinnen, Psychologinnen und Übersetzerinnen. Sie können unter anderem sanitäre Einrichtungen nutzen, an Workshops teilnehmen und kreativ sein. Ausserdem bietet das Bashira Centre Zugang zu medizinischen, sozialen sowie asylrechtlichen Angeboten, auch in Zusammenarbeit mit Partnerorganisationen.

### Amina Centre Athen
Im Amina Centre in Athen finden traumatisierte Frauen und Mütter, aber auch besonders verletzliche, behinderte und ältere Frauen professionelle Unterstützung und eine Oase der Ruhe. Der Schwerpunkt liegt in der psychosozialen Betreuung durch Psychologinnen, Sozialarbeiterinnen und Übersetzerinnen.
Das Programm umfasst neben praktischer Unterstützung (Hygieneartikel, Kleider, Milchpulver etc.) verschiedene Workshops zu Themen wie Nähen, Körperarbeit oder sexuelle Gesundheit, in denen geflüchtete Frauen ihre Fähigkeiten entwickeln können und eine neue Grundlage für ein selbstbestimmtes Leben schaffen. Diese Workshops werden von einer Psychologin oder Sozialarbeiterin mitbetreut. Sprachkurse in Griechisch und Englisch helfen den Frauen, sich in ihrem neuen Leben zurechtzufinden.
In Zusammenarbeit mit spezialisierten Organisationen werden zusätzlich Informationsworkshops zu rechtlichen und spezifischen gesundheitlichen Fragen veranstaltet.

### Back on Track
SAO unterstützt geflüchtete Frauen auf dem Weg, eine Berufs- oder Hochschulausbildung abzuschliessen, und gibt ihnen somit eine Chance auf ein autonomes Leben und eine nachhaltige Integration in die Gesellschaft. Das Pilotprojekt des Programms Back on Track Academic startete 2019 mit drei Studentinnen. Ausserdem wurde 2020 das Programm Back on Track Vocational gestartet, in dem mittels Skill Building Workshops zur Existenzsicherung der geflüchteten Frauen beigetragen wird.